# Hexarthrius parryi elongatus
Hexarthrius parryi elongatus es una subespecie de coleóptero de la familia Lucanidae.

## Distribución geográfica
Habita en Borneo.